# Pamięć deklaratywna
Zasugerowano, aby zintegrować ten artykuł z artykułem pamięć świadoma. Nie opisano powodu propozycji integracji.
Pamięć deklaratywna – jeden z rodzajów pamięci długotrwałej, wyróżniany obok pamięci niedeklaratywnej. W literaturze przedmiotu obecne jest także pojęcie "pamięć jawna" lub "pamięć świadoma", jako synonim pamięci deklaratywnej. Dzieje się tak, ponieważ dane z pamięci deklaratywnej mogą być stosunkowo łatwo wydobyte i uświadomione w odróżnieniu od danych gromadzonych przez pamięć niedeklaratywną ("pamięć nieświadomą" lub "pamięć niejawną").
Cechy pamięci deklaratywnej:
- Przechowuje informacje, które odpowiadają na pytanie: "wiem, że...". Na przykład: "Koń jest zwierzęciem", "Wczoraj byłem na fajnym filmie".
- Składa się z dwóch podsystemów: pamięci epizodycznej i pamięci semantycznej
- Przechowuje informacje w postaci abstrakcyjnych lub konkretnych reprezentacji językowych (np. "Mój rower jest czerwony. Rowery to pojazdy")
- Wydobycie informacji z pamięci deklaratywnej jest względnie niezależne od kontekstu – w dowolnej chwili mogę sobie przypomnieć jak wygląda mój przyjaciel i opisać go.
- Wydobycie informacji wymagać może czasu i wysiłku.
- Gdy wydobywamy informacje z pamięci deklaratywnej aktywowane są w mózgu: hipokamp i kora płatów czołowych. Uszkodzenie hipokampa prowadzi do niemożności gromadzenia nowych informacji w pamięci deklaratywnej (choć możliwe jest gromadzenie danych w pamięci niedeklaratywnej – np. pamięci proceduralnej). O osobie z uszkodzonym hipokampem opowiada film Memento (zobacz też: niepamięć następcza). Podobne rezultaty dać może uszkodzenie płatów czołowych, odpowiedzialnych za gromadzenie niektórych informacji.

Pamięć deklaratywną dzieli się zwykle na dwa rozłączne podsystemy: pamięć epizodyczną i pamięć semantyczną.
Zobacz też: pamięć niedeklaratywna
Pamięć proceduralna